# Croix de chemin de Serviès-en-Val
La croix de chemin de Serviès-en-Val est une croix située à Serviès-en-Val, en France.

## Localisation
La croix est située sur la commune de Serviès-en-Val, dans le département français de l'Aude.

## Historique
L'édifice est classé au titre des monuments historiques en 1911.